# Treujenn gaol
Die Treujenn gaol oder Dreujenn gaol (von bretonisch „Kohlstrunk“) ist ein Einfachrohrblattinstrument (Klarinette), das in der bretonischen Musik verwendet wird.

## Herkunft und Bauform
Der früheste Belege für die Verwendung einer Klarinette in der Bretagne stammt aus dem Jahr 1830. Seit 1840 nahm die Verbreitung des Instruments in allen Gegenden der Bretagne stark zu. Zunächst wurde sie in Blaskapellen und Orchestern verwendet und wurde dann (wie in anderen Regionen auch) in die Volksmusik übernommen. Dabei wurde die 1812 von Iwan Müller entwickelte und 1839 von Hyacinthe Klosé überarbeitete Klarinettentypus mit 13 Klappen verwendet. Dieser Klarinettentyp erhielt sich in der Bretagne bis ins 20. Jahrhundert, während sonst die Klarinette mit 24 Klappen zur Standardform wurde.
Die Klarinette begleitete die traditionellen Tänze und Gesänge, teils gemeinsam mit den traditionellen Instrumenten Binioù (Sackpfeife), Vielle à Roue (Drehleier) und Bombarde, teils indem es diese verdrängte.
Von 1880 bis zum Ersten Weltkrieg war die Klarinette in der Haute-Normandie und in der Basse-Normandie weit verbreitet und wurde besonders zu Hochzeiten viel gespielt. In der Zeit zwischen den Weltkriegen wurden sie weitgehend zunächst vom diatonischen, später vom chromatischen Akkordeon verdrängt. Eine Ausnahme bildete die zentrale Bretagne. Für die Begleitung der dort beliebten Tänze fisel und fañch und bei den Hochzeitsumzügen wurden weiter traditionelle Klarinetten verwendet.
In den 1970er-Jahren setzte eine Rückbesinnung auf die traditionelle bretonische Musik ein. In diesem Zusammenhang wurde seit Mitte der 1980er-Jahre die Treujenn gaol wiederbelebt, insbesondere für die Musik des Bagad.
Heute spielen in der bretonischen Folklore meist zwei Treujenn gaol im Duo aber auch im Ensemble mit Akkordeon und Geigen. Die Klarinette ist neben Saxophon und Schlagzeug fester Bestandteil bretonischer Jazzbands und wird sowohl für Jazz als auch für traditionelle Stücke verwendet.

## Spielweise
Bei den traditionellen Stücken wird nur das Klarinettenregister verwendet (Überblasklappe geöffnet).
Die Melodien verwenden in der Regel diatonische Tonleitern ohne Vorzeichenänderung. Von den 13 Klappen werden nur die für das h (klingend a) und das c´ (klingend b´) sowie die Überblasklappe verwendet. Andere Halbtonklappen oder Gabelgriffe werden nicht verwendet. Entsprechend können die überflüssigen Klappen auch festgeklemmt oder entfernt werden, insbesondere die beweglichen Ringe werden festgestellt. Es werden auch diatonische Klarinetten ohne bzw. mit wenig Klappen verwendet. So ergeben sich zwei Tonreihen:
- Vom Grundton b: b, c', d', *es', f', g', a', b' (die mit * gekennzeichneten Töne sind gegenüber der gleichschwebenden Stimmung um einen viertel Ton erhöht)
- Vom Grundton c': c', d', *es', f', g', *as', *b', c"

Diese Reihen entsprechen weitgehend der traditionellen Tonalität der zentralen Bretagne. Auf einer Klarinette mit 24 Klappen sind diese Tonleitern schwieriger zu verwirklichen.

## Instrumentalisten

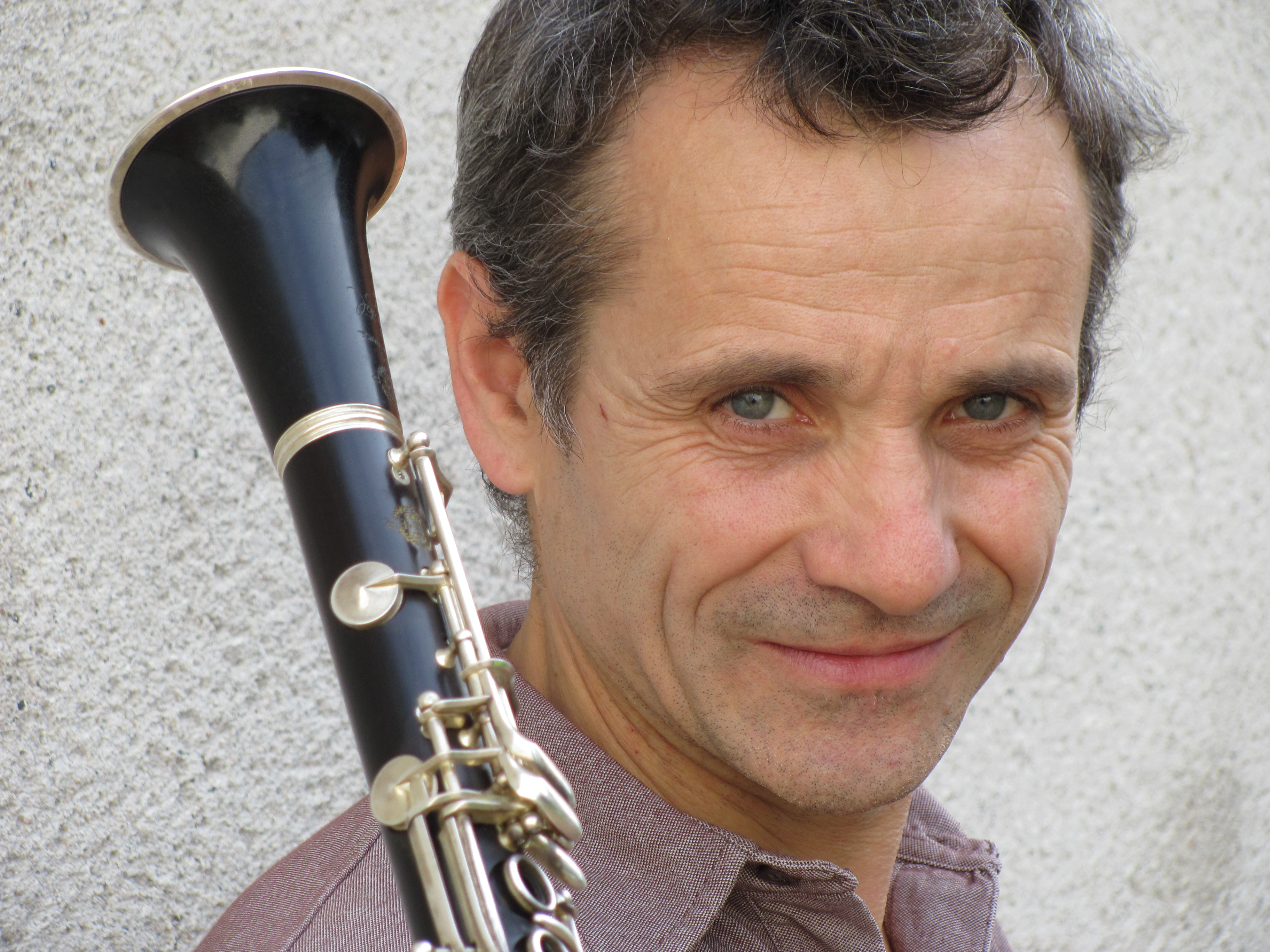
Michel Aumont

Ein bekannter bretonischer Klarinettist ist Erik Marchand, der sowohl zum Quintet Clarinettes als auch zu Gwerz gehörte. Auch die Bands Darhaou, Tonnerre de Brest, L'Echo, Cabestan und Strobinell verwenden Klarinetten.